# 橋本星哉
橋本 星哉（はしもと せいや、2000年9月18日 - ）は、兵庫県加古川市出身のプロ野球選手（捕手）。右投左打。東京ヤクルトスワローズ所属。

## 経歴

### プロ入り前
7人兄弟の長男として生まれる。加古川市立野口小学校1年生の時に軟式野球を始め、加古川市立中部中学校時代はリトルシニアの兵庫播磨リトルシニアでプレーした。
高校は大阪市天王寺区にある興國高等学校に進学し、2年生の時に「8番・捕手」で夏の府大会デビューを果たした。打率.375、0本塁打、4打点の活躍で勝ち進んだが、準々決勝で根尾昂、藤原恭大を擁する大阪桐蔭に敗れベスト8に終わった。
進学した中央学院大学では、通算23試合に出場し、打率.278、22安打、4本塁打、18打点の成績を残した。
2022年10月20日に開催されたプロ野球ドラフト会議において東京ヤクルトスワローズから育成ドラフト1位指名を受け、11月26日に支度金320万円、年俸280万円（金額はいずれも推定）で入団合意した。背番号は023。

### ヤクルト時代
2023年は、イースタン・リーグで70試合に出場し、打率.282、2本塁打、14打点を記録した。
2024年は、5月23日までにイースタン・リーグで38試合に出場し、打率.265、2本塁打、11打点を記録。古賀優大、内山壮真両捕手が怪我で離脱しているチーム事情もあり、翌24日に支配下登録された。背番号は93。7月20日開催のフレッシュオールスターゲームに選出され、イースタンの「5番・中堅手」としてフル出場。第4打席で走者一掃の3点適時二塁打を打つなど2安打4打点の活躍を見せ、最優秀選手賞（MVP）を受賞した。最終的にイースタン・リーグ103試合に出場し、打率.261、7本塁打、42打点の成績を残し、一軍のシーズン最終戦である10月5日に一軍初昇格すると、代打で初出場を果たした。シーズン終了後はみやざきフェニックス・リーグに参加していたが、10月9日の試合での守備中、死球によって軌道の変わった投球が頭部に直撃し、そのまま立ち上がれず担架で運ばれるアクシデントに見舞われた。

## 選手としての特徴
大学では通算4本塁打、強肩強打の「4番・捕手」。プロ入り後、二軍では外野守備に就くこともある。

## 人物・エピソード
目標とする選手は、同じ育成選手から支配下選手登録となり、球界を代表する捕手となった甲斐拓也。
野球を始めた時から、家族を支えるためにプロ野球選手になるのが夢だった。

## 詳細情報

### 年度別打撃成績
| 年 度     | 球 団     | 試 合 | 打 席 | 打 数 | 得 点 | 安 打 | 二 塁 打 | 三 塁 打 | 本 塁 打 | 塁 打 | 打 点 | 盗 塁 | 盗 塁 死 | 犠 打 | 犠 飛 | 四 球 | 敬 遠 | 死 球 | 三 振 | 併 殺 打 | 打 率 | 出 塁 率 | 長 打 率 | O P S |
| --------- | --------- | ----- | ----- | ----- | ----- | ----- | -------- | -------- | -------- | ----- | ----- | ----- | -------- | ----- | ----- | ----- | ----- | ----- | ----- | -------- | ----- | -------- | -------- | ----- |
| 2024      | ヤクルト  | 1     | 1     | 1     | 0     | 0     | 0        | 0        | 0        | 0     | 0     | 0     | 0        | 0     | 0     | 0     | 0     | 0     | 1     | 0        | .000  | .000     | .000     | .000  |
| 通算：1年 | 通算：1年 | 1     | 1     | 1     | 0     | 0     | 0        | 0        | 0        | 0     | 0     | 0     | 0        | 0     | 0     | 0     | 0     | 0     | 1     | 0        | .000  | .000     | .000     | .000  |

- 2024年度シーズン終了時

### 年度別守備成績
| 年 度 | 球 団    | 捕手  | 捕手  | 捕手  | 捕手  | 捕手  | 捕手     | 捕手  | 捕手     | 捕手     | 捕手     | 捕手     |
| 年 度 | 球 団    | 試 合 | 刺 殺 | 補 殺 | 失 策 | 併 殺 | 守 備 率 | 捕 逸 | 企 図 数 | 許 盗 塁 | 盗 塁 刺 | 阻 止 率 |
| ----- | -------- | ----- | ----- | ----- | ----- | ----- | -------- | ----- | -------- | -------- | -------- | -------- |
| 2024  | ヤクルト | 1     | 1     | 0     | 0     | 0     | 1.000    | 0     | 1        | 1        | 0        | .000     |
| 通算  | 通算     | 1     | 1     | 0     | 0     | 0     | 1.000    | 0     | 1        | 1        | 0        | .000     |

- 2024年度シーズン終了時[注 1]

### 記録
初記録
- 初出場・初打席：2024年10月5日、対広島東洋カープ25回戦（MAZDA Zoom-Zoom スタジアム広島）、8回表に松本直樹の代打で出場、テイラー・ハーンから空振り三振
- 初安打：2025年5月3日、対阪神タイガース5回戦（阪神甲子園球場）、7回表に湯浅京己から中前安打[14]

### 背番号
- 023（2023年[2] - 2024年5月23日）
- 93（2024年5月24日[5] - ）